# Memorial Rik Van Steenbergen 2002
Il Memorial Rik Van Steenbergen 2002, dodicesima edizione della corsa, si svolse l'11 settembre 2002 su un percorso di 200 km, con partenza e arrivo ad Aartselaar. Fu vinto dal tedesco Steffen Radochla della Team Coast davanti all'australiano Robbie McEwen e al francese Laurent Jalabert.

## Ordine d'arrivo (Top 10)
| Pos. | Corridore          | Squadra       | Tempo    |
| ---- | ------------------ | ------------- | -------- |
| 1    | Steffen Radochla   | Team Coast    | 4h25'00" |
| 2    | Robbie McEwen      | Lotto-Adecco  | s.t.     |
| 3    | Laurent Jalabert   | CSC-Tiscali   | s.t.     |
| 4    | Ludo Dierckxsens   | Lampre-Daikin | s.t.     |
| 5    | Matthé Pronk       | Rabobank      | s.t.     |
| 6    | Stefan van Dijk    | Lotto-Adecco  | a 10"    |
| 7    | Jean-Patrick Nazon | FDJ           | a 1'10"  |
| 8    | Jo Planckaert      | Cofidis       | s.t.     |
| 9    | Niko Eeckhout      | Lotto-Adecco  | s.t.     |
| 10   | Glenn D'Hollander  | Lotto-Adecco  | s.t.     |